# Americhernes guarany
Espèce
Synonymes
- Pycnochernes guarany Feio, 1946

Americhernes guarany est une espèce de pseudoscorpions de la famille des Chernetidae.

## Distribution
Cette espèce est endémique du Paraguay. Elle se rencontre vers Isla Valle.

## Publication originale
- Feio, 1946 : Sôbre o género Pycnochernes Beier, 1932, com a descrição de P. guarany n. sp., do Paraguai (Chernetidae: Pseudoscorpiones). Livro de Homenagem a R.F. d'Almeida, Sociedade Brasileira de Entomologia, São Paulo, p. 167-172.